# 李洛克的青春全力忍傳
《李洛克的青春全力忍傳》（日语：ロック・リーの青春フルパワー忍伝）是日本漫畫家岸本齊史的少年漫畫作品《火影忍者》的外傳漫畫，由平健史作畫。主要主角為李洛克，其他第三班成員日向寧次、天天、阿凱也變成核心主角，而本傳主角漩渦鳴人在此作亦算次要主角之一。
漫畫從2012年1月在《最強Jump》開始連載。動畫版於2012年4月3日（迷你篇則從3月2日開始到3月20日）在日本開始播映，2013年3月26日播映第51話完結。

## 概要
小李與他的夥伴們的日常，但是是用比較好笑的方式來敘述，屬於輕鬆愉快的日常搞笑風格，所有人物都是Q版的風格繪製。

## 登場人物

### 木葉忍者村

#### 阿凱小組
- 李洛克（ロック・リー）

聲優：增川洋一（日本）；丘梅君（台灣）；黃玉娟（香港）
本作主要主角，大多設定與本傳一樣，不過由於劇情焦點改到他身上，所以白癡和無厘頭的行為思想變得很明顯，時常誤解別人的話(簡直和鳴人的角色定位完全對調)。木葉忍者村中唯一不會忍術和幻術的忍者，只靠體術和超常的毅力應戰，受到恩師阿凱的鼓勵與支持，以就算不會忍術也能成為優秀忍者為座右銘，持之以恆的修行。外表打扮學阿凱而相當悶騷。由於生活重心以修行為優先考量，心中又將阿凱視為最偉大的偉人，加上熱血衝動的性格，常做出一般人都想不到的理解方式，誤解結果還使常用短劇演出(簡稱小李誤解短劇)。喜歡春野櫻，常和鳴人為此競爭。和本傳原創一樣愛吃咖哩。在木葉人氣投票篇(動畫32話)中最初以10965票成為第一名當選，後發現是開票錯誤，實為120票，跌出排名外。動畫第46話的短劇裡，還扮演《灌籃高手》的安西光義來激勵木葉丸。
- 天天

聲優：田村由香里、未來貴子〈中年版〉（日本）；蔣篤慧（台灣）；陳琴雲（香港）
本作主要女主角，大多設定與本傳一樣，由於劇情焦點改到同組的李洛克，出場率達100%，也是核心角色中唯一性格正常的人，故變成劇中專門負責吐槽的，以致遭到大蛇丸的奚落成「專業吐槽組」，但也常常變成小李誤解短劇中的演員。擅長兵器操作，故在小組裡負責招喚忍具作戰。對小李相當關心，對小李對小櫻的追求舉動感到吃醋。和本傳動畫原創一樣仰慕鋼手。在木葉人氣投票篇(動畫32話)以第七名(489票)當選敗於蛞蝓。
- 日向寧次（日向ネジ）

聲優：遠近孝一、中根徹〈中年版〉（日本）；林凱羚（台灣）；袁淑珍（香港）
本作男主角之一，由於劇情焦點改到同組的李洛克，出場率達100%，部分設定與本傳不同，雖然實力仍在小組中最強且是同期夥伴內唯一的上忍，但劇中的言行舉止常被小李牽著鼻子走，經常配合小李的不正經舉動，角色定位似乎變成是小李的跟班。日向一族分家的天才忍者，擁有血繼限界白眼，在小組裡專施展特殊體術柔拳。時常被小李的超常舉動牽連或配合他，如扮演通靈之術(小李版，是假的，小李並未學通靈之術和召喚獸簽契約)的召喚忍龜，或者被小李强迫穿女裝反串，經常當小李誤解短劇中的演員。偶爾會回復本傳的冷靜型態，並充當吐嘈角色，甚至自稱自己家族的吐槽技能是天生承傳的(雛田也有提到)，還有「八卦六十四吐槽」的技術。被大蛇丸評為「天然呆」而傷心淚奔。在木葉人氣投票篇(動畫32話)以第四名(2630票)且最早被開票結果確定當選。跟本作中稍微有些不同，寧次在此動畫中對雛田有強烈的佔有慾，處於友人以上戀人未滿的心態，因此對於雛田暗戀的鳴人感到特別反感，甚至當得知同班的訓練雛田吐槽想要幫助其接近鳴人與其交往時他整個崩潰了
本作白眼的功能被大幅增加，除了透視眼與廣角眼的功能外，還能當放映器(動畫21話，可讓自己看到錄影帶的內容)、食品檢測器(動畫13和34話，可分析食物成份和味道)和測速槍(動畫30話)。
- 阿凱

聲優：江原正士、間宮くるみ〈嬰兒版〉（日本）；林協忠、曾允凡〈嬰兒版〉（台灣）；李錦綸（香港）
本作男主角之一，大多設定與本傳一樣，由於劇情焦點改到同組的李洛克，出場率達90%。專精施展體術的上忍，阿凱小組(原第三班)的隊長和領導老師，是小李信心的支柱與恩師。外表打扮相當悶騷，而且也是個衝動的熱血份子，行為有時也相當異常。由於小李相當崇拜他故任何言行舉止都相當在意。也常常變成小李誤解短劇中的演員。動畫第37話代理火影一下子，並自行改名為凱影。

#### 卡卡西小組
- 漩渦鳴人（うずまきナルト）

聲優：竹內順子、〈中年版〉（日本）；蔣篤慧（台灣）；雷碧娜（香港）
本作男主角之一，九尾祭品之力，木葉的英雄，喜歡春野櫻和吃拉麵，害怕幽靈等鬼怪事物。本傳的主要男主角，因本作劇情焦點改到李洛克而使地位降一階，不過仍有很高的戲份和重要性(出場率約80%)。性格設定與本傳無異，但角色定位有所變更。雖然和小李性格相似但卻能優異的使用忍術，加上許多著名的功績而建立木葉英雄的名聲，相較之下小李除了屬性特殊外無他處勝過鳴人。兩人又同樣喜歡小櫻，小李雖然努力追求但優勢仍不及有同組且更早就認識的鳴人。名氣和感情都相形失色下變成小李常以鳴人為對手競爭，結果常是毫無成效獲兩敗俱傷。角色定位算是變成小李想超越的目標，雖然勝過小李的優勢很多不過和本傳一樣理解能力不太好，且因性格相似目標(指追求小櫻)又一致故常也和小李一搭一唱。偶爾也會擔任小李誤解短劇中的演員。雖時而與小李競爭但實際上兩人也經常是同病相憐互相幫助的好友。在木葉人氣投票篇(動畫32話)以第二名當選。
- 春野櫻（春野サクラ）

聲優：中村千繪（日本）；丘梅君（台灣）；梁少霞（香港）
本作女主角之一，木葉中忍，優秀的醫療忍者，是綱手的徒弟。本傳的主要女主角，因本作劇情焦點改到李洛克而使地位降一階，不過仍有很高的戲份和重要性(出場率約70%)。性格設定與本傳無異。雖然外貌有些缺陷(額頭寬且貧乳)，但整體看起來還不錯，深受李洛克和漩渦鳴人喜歡。因小李和鳴人兩人常在追求時常對她做出越舉或超常的舉動而使其發怒將兩人揍飛，不過縱使常惹她生氣仍然將小李和鳴人當朋友看待，當他們有煩惱困難時也常關心並伸出援手。多與鳴人一起行動出場，不過本作她並未表白比較喜歡誰(本傳設定是愛慕宇智波佐助，但未必適用於本作)。出場時也常與天天等女孩站在同一陣線對付其他男生。
- 旗木卡卡西（はたけカカシ）

聲優：井上和彥（日本）；陳幼文（台灣）；黃啟昌（香港）
第七班的指导上忍，被阿凯当作对手。
- 祭

聲優：日野聰（日本）；郭馨雅（台灣）；曹啟謙（香港）
第七班的新人成员，受根的段藏指派监视鸣人。本作中出场次数不多，個性依舊如原作一樣太過直率不懂交際與委婉說話，偶尔还会说些冷笑话，例如在露營篇的時候因為對小櫻、井野和天天說她們的料理「並非看起來不可期待而是根本不能期待」而被她們三個憤用二戰坦克轟炸。當以路人甲身分出現的時候時常會和大和隊長一起，在木葉人氣投票篇(動畫32話)以第五名當選。
- 大和

聲優：小山力也（日本）；林協忠（台灣）；潘文柏（香港）
原叫傳藏，本是木葉暗部成員，受綱手之命調入卡卡西小組執行監護鳴人的任務並改名為大和，與卡卡西過去是暗部裡熟識的前後輩。在本作漫畫第13話有正式登場的劇情，但動畫中雖算每集都會出現但是總是以跑龍套形式客串類似路人甲的角色，到目前為止沒有任何臺詞。動畫第37話正式被提及，用土遁之術把木葉顏岩改成阿凱的面貌，不過仍沒任何台詞。人生大富翁篇中參賽選到製作人給的今年(2013年)也沒有台詞而過度震驚退賽。動畫48話(改編漫畫第13話)正式出場執行捲軸奪回任務卻還是沒有台詞。動畫51話末終於以「終於可以開始說話了（原：十分抱歉）」一句話做劇終，為整部動畫裡唯一的台詞。該話最終預告下一集將有大量的台詞，但實際上51話已是最終話了，所以根本沒有這個機會。

#### 阿斯瑪小組
- 奈良鹿丸（奈良シカマル）

聲優：森久保祥太郎（日本）；林協忠（台灣）；林丹鳳（香港）
也和原作一樣聰明絕頂的超乎想像，而且也很怕麻煩，但是在此動畫中嫌麻煩的頻率比原作稍微高些，常常對於男生忍者們打算一起執行的大計劃表示沒興趣或嫌麻煩，但是總是偷偷地成為計畫成功的最佳關鍵，擁有在瞬間內想出兩百種戰術的特異功能，甚至可以直接預測到旁白的台詞或下一集的內容
- 秋道丁次（秋道チョウジ）

聲優：伊藤健太郎（日本）；陳幼文（台灣）；伍秀霞（香港）
在木葉人氣投票篇(動畫32話)以第三名當選，也如原作一般是好吃美食迷，生活經常環繞於木葉忍者村的一間著名燒肉店─燒肉Q(やくにくQ)，表示年少時常與鹿丸一起分享零食
- 山中井野（山中いの）

聲優：柚木涼香（日本）；林凱羚（台灣）；陸惠玲（香港）

#### 紅小組
- 油女志乃（油女シノ）

聲優：川田紳司（日本）；林協忠（台灣）；黃啟昌（香港）
木叶油女一族，操纵虫子作战。因为过于神秘导致别人总是忽略他，本人对这种情况极度不满。在木葉人氣投票篇(動畫32話)以第八名當選。志乃有給他的每個蟲子命名，寧次太敏感於志乃的蟲子靠近雛田時而把志乃的蟲子都打掉後志乃跪著呼叫著每隻倒下蟲子的名字
- 犬塚牙（犬塚キバ）

聲優：鳥海浩輔（日本）；何志威（台灣）；陸惠玲（香港）
- 日向雛田（日向ヒナタ）

聲優：水樹奈奈（日本）；林凱羚（台灣）；林元春（香港）
设定与正传基本相同，暗恋鸣人，希望能与之亲近，但是宁次对此似乎很有意见(此動畫中寧次被設定對雛田有強烈佔有慾)。此動畫中雛田有多一項能力，臉紅害羞過度(超過極限)的時候會爆炸，造成範圍傷害，讓自己飛天，甚至用過這能力點燃夏日忍者煙火大會的煙火，這能力只在鳴人非常靠近的時候啟動，所以經常連鳴人也無故躺槍一起炸飛。

#### 惠比斯小組
- 猿飛木葉丸（猿飛木ノ葉丸）

聲優：大谷育江（日本）；曾允凡（台灣）；謝潔貞（香港）
- 惠比斯（エビス）

聲優：飛田展男（日本）；林協忠（台灣）；李安邦（香港）
木葉專長教育的特別上忍，惠比斯小組的領導人。本作設定較本傳正經。正式登場於動畫第46話，受綱手之命與卡卡西和伊魯卡看守澡堂門口防止偷窺。本傳裡曾多次被鳴人的色誘之術擊倒，被自來也編為悶騷型色狼(同類的還有寧次、卡卡西和伊魯卡)。本作中為了雪恥而努力學卡卡西狂看親熱系列等色情書刊而成功免疫色誘之術，練就了強大的氣魄和一身肌肉(貌似北斗神拳)，但最後仍和伊魯卡一起被鳴人和木葉丸新開發的色誘 - 師生戀斷禁之術擊敗。

#### 其他人物
- 綱手

聲優：勝生真沙子（日本）；丘梅君（台灣）；許盈（香港）
第五代火影，現任中。巨乳、外表看似三十歲的熟女，實際上是已超過五十歲的老太婆。本作設定與本傳相仿。第一代火影千手柱間的孫女，猿飛蒜山的徒弟，木葉三忍之一，優秀的醫療忍者，傳授靜音、小櫻和井野醫療忍術的師父，並受天天仰慕，懂得利用控制查克拉產生怪力。遺傳柱間愛賭博的個性，但手氣不好，十之八九都會輸，若出現異常的連勝往往是凶兆。常賭輸的緣故導致自身負債累累，當上火影後又因木葉資金經常周轉不靈而常為財政問題傷腦筋。養著一隻名為咚咚的寵物豬。據說卸妝後的臉很可怕，完全讓人認不出來，曾在半夜三點三十三分照鏡子時被自己素顏嚇到還造成都市傳說(動畫第21話，在半夜三點三十三分時照第三個鏡子時會看到與自己完全不同的臉，後來小李推理出真相並被綱手痛毆而驗證)。
- 静音

聲優：根本圭子（日本）；郭馨雅（台灣）；廖杏茵（香港）
木葉上忍，綱手的跟班，現擔任綱手的秘書，是優秀的醫療忍者。本作設定與本傳相仿。多與綱手行動，個性正經所以有時也會當吐槽角色。
- 猿飛蒜山（猿飛ヒルゼン）

第三代火影，已殁。在火影巖壁以鬼魂形式出現幫助木葉丸趕走了大蛇丸。
- 志村段藏（志村ダンゾウ）

聲優：糸博（日本）；何志威（台灣）；譚炳文（香港）
曾代理第六代火影，暗部根的領導人。在木葉人氣投票篇登場與高層討論宇智波佐助參選資格和李洛克候選排名在外的原因。
- 水戶門炎（水戸門ホムラ）

聲優：宮田光（日本）；林協忠（台灣）；盧國權（香港）
木葉顧問，在木葉人氣投票篇登場與高層討論宇智波佐助參選資格和李洛克候選排名在外的原因。
- 海野伊魯卡（うみのイルカ）

聲優：關俊彥（日本）；陳幼文（台灣）；馮錦堂（香港）
- 山城青葉（山城アオバ）

聲優：津田健次郎（日本）；黃乾師【EP.31】→江志倫【EP.48】（台灣）；劉昭文（香港）
木葉上忍，在本傳原創動畫船上的天堂生活篇擔任護送鳴人的成員之一，性格冷靜，帶著深色墨鏡。在本作僅是配角故設定與本傳相仿。動話正式初登場於第31話，與小鐵擔任守護溫泉浪漫的溫泉搜查官-U騎士，將使用洗浴劑假溫泉的大蛇丸逮捕歸案。在木葉人氣投票篇(動畫32話)以第十名當選。人生大富翁篇中客串與阿凱夙夜未歸喝到爛醉的同伴。
- 鋼小鐵（はがねコテツ）

聲優：河野智之（日本）；林協忠（台灣）；巫哲棋（香港）
綱手底下工作的木葉中忍，曾擔任中忍考試考試的考官，常與神月出雲搭擋行動，臉上纏一條明顯的繃帶。在本傳本身是較多戲份的配角，本作設定與本傳相仿。動話正式初登場於第31話，與青葉擔任守護溫泉浪漫的溫泉搜查官-U騎士，將使用洗浴劑假溫泉的大蛇丸逮捕歸案。
- 不知火弦間（不知火ゲンマ）

聲優：平田廣明（日本）；陳幼文（台灣）
人生大富翁篇中客串與阿凱夙夜未歸喝到爛醉的同伴。
- 神月出雲（神月イズモ）

聲優：坪井智浩（日本）；何志威（台灣）
人生大富翁篇中參賽登場。
- 蛤蟆文太（ガマブン太）

聲優：中博史（日本）；林協忠（台灣）
- 蛤蟆吉（ガマ吉）

聲優：上田燿司（日本）；林凱羚（台灣）
- 蛤蟆龍（ガマ龍）

聲優：重松朋（日本）；郭馨雅（台灣）
- 蛞蝓

聲優：能登麻美子（日本）；郭馨雅（台灣）
綱手的通靈獸，曾经被饥饿过度的蛤蟆文太活活吞下。在木葉人氣投票篇(動畫32話)以第六名(566票)領先天天當選。
- 忍龜

聲優：北川勝博（日本）；馬國堯（台灣）
阿凯的通灵兽，基本上每次出场都被阿凯当作足球一样踢飞作为武器。
- 九尾妖狐（九尾の狐）

聲優：玄田哲章（日本）；何志威（台灣）；陳曙光（香港）
寄宿在鳴人體內的尾獸，被第四代火影封印，本名九喇嘛。本傳前期定位是個陰險偏向反派的角色(後期轉正派)，本作性格設定不變，但因劇情焦點改到李洛克，出場率大幅降低。初登場於漫畫第12話(動畫第23話)，小李與鳴人被井野誤用了身亂身之術導致身心交換，在別無選擇下以此狀態執行任務中，小李於鳴人體內見到。剛見面的九尾和小李兩人完全抓不著對方性格，九尾只吼著要小李解除封印，而小李則把他的話當耳邊風並試圖和他打交道，全然把牠當成大型犬。於小李誤解短劇中被化為叫太郎的小狗。後來九尾發現身心交換後封印減弱而嘗試尾獸化，但因靈魂變成小李使查克拉長出來的東西不是尾巴是眉毛，被卡卡西稱為毛獸化(げじゅう)。最後被卡卡西以封印符及時牽制才穩定下來。人生大富翁篇中客串一隻小狗。
- 帕克

聲優：辻親八（日本）；陳幼文（台灣）
- 手打

聲優：朝倉榮介（日本）；何志威（台灣）；朱子聰（香港）
- 菖浦

聲優：細野雅世（日本）；郭馨雅（台灣）；何寶珊（香港）
- 御手洗紅豆（みたらしアンコ）

聲優：本田貴子（日本）；郭馨雅（台灣）
人生大富翁篇中參賽登場。後來在少女戰場篇中與綱手和靜音組成成人組與天天的少女組互抗。
- 自來也（自来也）

聲優：大塚芳忠（日本）；陳幼文（台灣）；馮志輝（香港）
木葉三忍之一，猿飛蒜山的徒弟，鳴人、波風湊(第四代火影)、長門(培因外道)、彌彥(培因天道)和小南的師父，親熱系列的作者，自稱妙木山的蛤蟆仙人。本作設定與本傳相仿，性格相當好色，被鳴人暱稱好色仙人。會使用仙人模式。動畫45集前半段被鳴人做成雪人，後半段則在鳴人回憶中出現。第46話正式登場，帶領小李、鳴人和木葉丸一起偷窺女澡堂。把自己和小李、鳴人和木葉丸歸類為開放型色狼。
- 數量不定的烏鴉

就理論上來看幾乎不能算是「腳色」，但實際上卻是個存在感非常高的路人腳色。經常在天上飛然後只有一句台詞「笨蛋~笨蛋~(あほう，日本人認為烏鴉的叫聲與此詞音極似因此許多動畫中都會用這詞來表示烏鴉的叫聲)」，可以說是加強吐槽效果的輔助腳色，環境不同、劇情不同，出現的烏鴉數量、音量高低、台詞的表現方式也有所區別，而在宇智波鼬施展寫輪眼的時候會大量出現，並且一直不停的叫台詞「笨蛋」因此被小李吐槽「很吵」
在海灘打西瓜篇中，烏鴉改成了海鷗，但是海鷗還是叫同樣的台詞

### 砂忍者村
- 我愛羅（我愛羅（ガアラ））

聲優：石田彰（日本）；郭馨雅（台灣）；李凱傑（香港）
在此動畫中腳色定位為「天然呆」，身為風之國的風影，看似沉默寡言穩重，但其實常常被小李的裝傻不明就裡的帶著走，例如在前往火之國接受招待的時候，被小李拉去一起玩馬力歐賽車還誤以為這就是木葉忍者村一般的接客之道，或是去參加男女聯誼還擔任女方，穿女僕裝與綁雙馬尾。
- 手鞠

聲優：朴璐美（日本）；蔣篤慧（台灣）；吳羡婷（香港）
驕傲、高冷的大姊頭腳色，雖然看似冷酷無情，但其實很希望被兩個弟弟─我愛羅與勘九郎認可，是砂隱忍者村三人組中從不裝傻的，曾在中忍對決任務中無情絕殺天天而讓天天心中疙瘩，在本作中接受天天挑戰搶奪卷軸，但最後被小李放置於天天的青春運動衣上的武器通靈術「操具‧大胸之錘」擊敗
- 勘九郎（カンクロウ）

聲優：加瀨康之（日本）；何志威（台灣）；麥皓豐（香港）
介於我愛羅的天然呆與手鞠的冷吐槽之間的中立腳色，出場機率不多戲份也不多，在與天天的挑戰中出現可以操弄勘九郎的很多面孔照片的技術

### 雲忍者村
- 艾

聲優：手塚秀彰（日本）；陳幼文（台灣）
第四代雷影，第三代雷影之子，殺人蜂的義兄。本作設定與本傳相仿，個性有點衝動。皮膚黝黑，身材高大、肌肉結實，所以阿凱和小李對其極崇拜，但也引起他不滿。留著八字小鬍。初登場動畫第44話，突然從雷影官邸跳出給殺人蜂一個重踢。第50話被小李安排為綱手的相親對象。
- 殺人蜂（キラービー）

聲優：江川央生（日本）；陳幼文（台灣）
八尾祭品之力，艾的義弟，指導鳴人控制尾獸的師父。本傳性格就不太正經，因此本作並無改變設定。古銅色皮膚且帶著墨鏡，右臂紋著一個‘鐵’字，無論何時都在唱著RAP，初遇小李和阿凱時意外合得來，所以很快就混熟。已很擅長控制尾獸，可以隨時變成八尾。曾客串過來木葉上廁所的外地人。動話第44話正式登場，對天天開玩笑說是宅女。
- 八尾牛鬼（はちび ぎゅうき）

聲優：相澤正輝（日本）；何志威（台灣）
最早在人生大富翁篇中於卡卡西得相親照中登場。後來則在殺人蜂尾獸化後正式登場。
- 重

聲優：河本邦弘（日本）；何志威（台灣）
殺人蜂的弟子。本作設定與本傳相仿，性格極度杞人憂天，思想沉重(如其名)。銀髮，皮膚黝黑，嘴里常含著個棒棒糖。
- 輕

聲優：小松由佳（日本）；郭馨雅（台灣）；劉惠雲（香港）
殺人蜂的弟子。本作設定與本傳相仿，性格極度輕率(如其名，與重正好相反)。紅髮，皮膚黝黑，貧乳的女人。
- 寒

聲優：よのひかり（日本）；林凱羚（台灣）
熱的姐姐。本作設定與本傳相仿，性格極度冷酷，思想冷靜(如其名)。金髮，皮膚白皙，巨乳。口頭禪亦是‘要冷酷’。
- 熱

聲優：松本忍（日本）；林協忠（台灣）
寒的弟弟。本作設定與本傳相仿，性格極度熱血(如其名，與寒正好相反，正好與小李、阿凱和殺人蜂意氣相投)。金髮，皮膚白皙，手臂上紋著‘熱’字。口頭禪既是‘熱’。
- 懶

聲優：竹內良太（日本）；馬國堯（台灣）
雲忍上忍，艾重要的左臂右膀。本作設定與本傳相仿，個性極度無精打采。皮膚黝黑，手臂上紋著‘雷’字(第三代雷影特許)。口頭禪是‘懶(沒幹勁)’。實力很強，擁有血繼限界嵐遁，會用第三代雷影傳授的黑色雷遁。動話第44話正式登場，一出場便發現可疑人物而立刻使展黑斑差卻被小李不小心推倒而咬到舌頭變成黑內褲還誤擊艾，之後為了防止被對方逃走而立即再度施展但還是重蹈覆轍變成雷射隱形胸罩讓艾變成如色誘之術的傾向。
- 希

聲優：福田賢二（日本）；江志倫（台灣）
雲忍上忍，本作設定與本傳相仿，性格穩健，雲忍者村中少數完全正經的人，故也擔任本作的吐槽角色，而天天非常能體會其感受。金髮，皮膚白皙。感知性忍者。

### 音忍者村
- 大蛇丸

聲優：くじら(松本和香子)（日本）；陳幼文（台灣）；陳欣（香港）
本作主要反派兼搞笑角色，木葉忍者村的S級叛忍，猿飛蒜山的徒弟，本與綱手和自來也同一組，合稱木葉三忍。本作的定位與本傳相同是個邪惡陰險的第一大反派，一樣不停在籌備毀滅木葉計劃，但性格和能力有嚴重變革，個性與思想變得有點不正經，不但經常想出些愚蠢無厘頭的策略，還經常在關鍵地方出差錯或失算，導致策略失敗甚至反整了自己。在本作劇情中執行前幾次毀滅木葉計劃都因小李等人攪局導致計劃嚴重失敗，從而將目標由毀滅木葉改為報復小李，但反而更因此受小李異常的言行舉止整得更慘，目前所有計劃的執行成功率是0(甚至可用負數表示被反整的很嚴重)。本作還多出超級愛哭鬼的設定，曾被一般人連主旨都看不懂的小李誤解悲劇哭到把整個有游泳池都灌滿其淚水。雖是如假包換的男人，但說話方式很奇怪還會有如反派女王發出的奸笑聲。
- 藥師兜（薬師カブト（やくし カブト））

聲優：神奈延年（日本）；何志威（台灣）；鄧志堅（香港）
本作主要反派兼吐槽角色，木葉忍者村的S級叛忍，本是木葉暗部根由孤兒院接收來培育的間諜與醫療忍者，後被大蛇丸收為最親信的部下。本作因大蛇丸變成不正經的搞笑角色因此角色定位變成針對大蛇丸的正經吐槽角色。有時也會變成大蛇丸空想短劇中的演員，甚至偶爾會像寧次般反串登場。動話第31話在10月30日替大蛇丸彌補慶生(大蛇丸生日為10月27日，但由於該日他為了找溫泉外出不在故延期)。
- 萬蛇

大蛇丸的通靈獸，時常在大蛇丸的毀滅木葉計劃中出現。
- 次郎坊（次郎坊（じろうぼう））

聲優：三宅健太（日本）；林協忠（台灣）
曾在大蛇丸短劇中的演企業老總。動話第31話在10月30日替大蛇丸彌補慶生而再登場。
- 多由也（多由也（たゆや））

動話第31話在10月30日替大蛇丸彌補慶生登場。
- 左近／右近（左近（さこん）、右近（うこん））

動話第31話在10月30日替大蛇丸彌補慶生登場。
- 鬼童丸（鬼童丸（きどうまる））

動話第31話在10月30日替大蛇丸彌補慶生登場。
- 君麻呂（君麻呂（きみまろ））

動話第31話在10月30日替大蛇丸彌補慶生登場。

### 曉
- 鳶

聲優：高木涉（日本）；黃乾師【EP.30-38】→江志倫【EP.47】（台灣）；陳廷軒（香港）
曉的幕后黑手，本作性格維持本傳登場前期不正經的形式。帶著橘色螺紋面具的神秘人物，真實身分是原木葉忍者村的中忍-宇智波帶土，本傳中是蠍死後遞補其位而出場，但因本作蠍無死亡而更改登場設定，不過其他方面和本傳前期差不多。跟隨地達羅并且吐槽其藝術，經常拆地達羅的臺使其很難堪，不過必要時也很會拍馬屁。大多數是他搞砸地達羅的計劃，不過偶爾也會反過來被地達羅拖累。和小李與大蛇丸一樣會自導自演鳶短劇。連續兩度跟隨地達羅襲擊木葉時被李當成是搞笑藝人，不過自己本身擁有雜技表演三級忍者的證書，此外還有時空間忍術二級、親熱天堂傳道師和兵糧押送師等之證書。襲擊木葉慘敗後被地達羅用錢買通隱瞞此事，然而曉內部火拼後仍不小心脫口把此事說出來。
- 培因

聲優：堀內賢雄（日本）；何志威（台灣）；李致林（香港）
曉的臺前領袖，代號為零。能力設定與本傳相同，但本作中多出了些爆笑的蠢動作。也是雨忍者村的幕後領導人，鳴人的師兄，擁有輪迴眼，有神般的力量，以操控六具屍體行動，本體是長門。本作僅以天道(彌彥)形式登場，自稱是神，但未知他力量的人聽到這種自我介紹不免會以為他有中二傾向。在潛入曉的任務中與小李自我介紹前因做出被石頭絆倒的蠢動作而被飛段嘲笑所以給予飛段神羅天征的重擊。
- 小南

聲優：田中敦子（日本）；丘梅君（台灣）；張頌欣（香港）
培因的隊友，代號為白。能力設定與本傳相同，但本做中多出了傲嬌的性格。雨忍者村領導人的使者，曉內唯一的女性核心成員，忍術是操控紙。在潛入曉的任務中把李當成隊友并送他紙花，還故意表現沒把他當夥伴的表情。
- 絕

聲優：飛田展男（日本）；林協忠〈黑絕〉、陳幼文〈白絕〉（台灣）；張錦江（香港）
代號為亥。曾當鳶短劇的演員。
- 宇智波鼬（うちは イタチ）

聲優：石川英郎（日本）；何志威（台灣）；蘇強文（香港）
干柿鬼鮫的隊友，代號為朱。本作設定與本傳相仿。木葉忍者村的S級叛忍，宇智波佐助的哥哥，曾是木葉暗部，宇智波精英中的精英，擅長射苦無和幻術。擁有萬花筒寫輪眼，可發動最強的幻術-月讀、攻擊瞳術-天照和攻防兩用的須佐能乎。在潛入曉的任務中曾為了考驗李而用寫輪眼讓其墮入幻術，因有躲在大衣裡的天天協助才得已破解，但幻術解開後鼬身上卻出現一堆鳥屎(不是幻術嗎?)。曾試圖阻止曉成員的衝突無果。
- 干柿鬼鮫（干柿 鬼鮫）

聲優：檀臣幸（日本）；何志威（台灣）；招世亮（香港）
宇智波鼬的隊友，代號為南。本作設定與本傳相仿。霧忍者村的S級叛忍，曾是忍刀七人眾成員，持有大刀鮫肌，有高於常人的差克拉，被稱為沒有尾巴的尾獸。在潛入曉的任務中因李和阿凱太像對李新人身份懷疑，是曉成員中唯一有懷疑小李身分的人。
- 地達羅（デイダラ）

聲優：川本克彥（日本）；何志威（台灣）；劉奕希（香港）
鳶與蝎搭檔，代號為青。本傳及本作都是搞笑人物。岩忍者村的S級叛忍，自稱爆破的藝術家，總說藝術就是爆炸，光聽到爆炸兩字就會很興奮，但總被不正經的鳶與理念相反的蝎吐槽，常當鳶短劇的演員。曾因一時興起帶鳶企圖襲擊木葉，因超速被小李等人攔截，後被李當作藝人，襲擊木葉的計劃後來也因此遭小李攪局而搞砸了。兩度失敗後用錢拜託鳶保密此事。在潛入曉的任務中企圖將李趕出曉的基地以掩蓋自己的恥辱歷史但是屢屢弄巧成拙，最后反而導致曉組織內部火拼。事後鳶出現還不小心脫口說出襲擊木葉失敗的事使其努力功虧一簣並成了眾人公敵。
- 蠍

聲優：櫻井孝宏（日本）；郭馨雅（台灣）；胡家豪（香港）
地達羅的隊友，代號為玉。本作性格設定較本傳開朗。砂忍者村的S級叛忍，原是天才傀儡製作師和操作師，後因迷上製作人傀儡並陷害第三代風影而叛離村子加入曉。與地達羅一樣自稱是藝術家，但理念和地達羅相反，總說永恆之美才是藝術，故兩人常因此爭吵。而本作以本體出場，以第三代風影作為武器。在潛入曉的任務中因看到小李穿曉的大衣而誤為是絕帶來的新人。曉組織內部火拼時被地达罗誤擊炸伤后用查克拉线拉到了角都、鬼鮫、小南。
- 飛段

聲優：寺杣昌紀（日本）；林協忠（台灣）；關令翹（香港）
角都的隊友，代號為三。本傳設定就是個超級笨蛋，故本作沒改變設定就能很搞笑。湯忍者村的S級叛忍，不死之身的邪神教徒，主要武器是血腥三月鐮，以詛咒儀式為攻擊手段，但程序太攏長而常被角都嫌。有自虐傾向，愛用漆黑長矛點穴道刺激感到快感。在潛入曉的任務中覺得小李很意氣相投而向說服其加入邪神教。嘲笑培因摔倒而遭到神羅天征的回擊，但反而感到很爽，之後更做不少白癡言行來引誘培因攻擊他。
- 角都

聲優：土師孝也（日本）；何志威（台灣）；蕭徽勇（香港）
飛段的隊友，代號為北。本作設定與本傳相仿。瀧忍者村的S級叛忍，主管曉的財務，對高額懸上的腦袋感興趣，認為這世上只有錢能相信。秘術地怨虞能做縫合、束縛和奪取他人心臟等功能。在潛入曉的任務中向小李展示地怨虞的觸手被當成是腋毛。

### 波之國
- 法拉急（ワラジ）

本傳卡多的護衛，使用居合劍。本作動話43話客串非法交易查克拉的罪犯。
- 卓利

本傳卡多的護衛，使用居合劍。本作動話43話客串非法交易查克拉的罪犯。

### 鹰小队
- 宇智波佐助（うちは サスケ）

聲優：杉山紀彰（日本）；林凱羚（台灣）
木葉忍者村的S級叛忍，本屬於卡卡西的小組，现属自己成立的‘鷹’小隊。在本傳是男主角之一。但在本作偶爾在小李誤解短劇中以跑龍套形式客串現身，沒有任何台詞。在木葉人氣投票篇(動畫第32話)裡則是備受討論的焦點，不過仍沒登場，投票結果以第一名(4653975票)當選。動畫第47話正式登場。
- 鬼燈水月（鬼灯水月）

聲優：近藤隆（日本）；林協忠（台灣）
原霧忍村忍者，鬼燈一族。與正傳設定基本相似，掌握家族秘術水化之術，但是害怕雷遁，以至于在本作中連靜電都無法抵抗。
- 香磷

聲優：東條加那子（日本）；曾允凡（台灣）
原草忍村忍者，漩渦一族。設定與正傳基本相同，性格傲嬌，愛慕佐助，但是與水月不合，可以通過被別人咬來傳輸查克拉進行治療。
- 重吾

聲優：阪口周平（日本）；江志倫（台灣）
大蛇丸咒印之本源，擁有雙重性格，經常有殺人的衝動，但是與君麻呂關係密切。

### 其他登場人物
- 旁白

聲優：大川透（日本）；林協忠（台灣）；麥皓豐（香港）
負責每集開場和總結，以及補充說明各種解釋。戴小帽、留鬍渣、眼神無表情、金髮的男人。樣貌和正傳中鹿驚通靈的忍犬背後的圖案相似。動畫第33話正式出場，因當日嗓門不好，無法正常工作，所以小李協助代班；結果小李越權到導演的工作把所有人的設定亂搞一通，大家氣得懇求旁白回來並幫他們復仇。

## 用語

### 原創術
- 誌村拳

- 三千年殺

- 小李色誘之術

- 小李影分身之術

- 小李後宮之術

- 小李通靈之術

- 小李螺旋丸

- 螺旋小李劍

- 螺旋拳

- 木葉柔風

- 木葉好色旋風

- 木葉小吃-章魚燒風味

- 朝草雞

- 朝炸雞

- 身亂身之術

- 雷遁 - 黑內褲

- 雷遁 - 雷射隱形胸罩

- 雷八卦回天掌

- 色誘 - 師生戀斷禁之術

- 螺胸丸

- 木遁 - 合體機器人天藏高達

- 超獸毛畫

- 快速捆綁術

- 麒麟

佐助的自創忍術，靠自身少量的查克拉來控制大自然的雷電。本作此術與本篇同名，但型態卻變成長頸鹿（日文長頸鹿與麒麟相同）。

### 都市傳說
- 第三代火影的顏岩

內容 - 傳言第三代火影的顏岩會呻吟、流鼻涕、流淚和眼睛發光。鳴人和綱手某晚半夜上廁所時親眼見過。
實情 - 小李和大蛇丸不約而同的傑作。呻吟是因為小李當晚在顏岩上做一萬次引體向上所發出的叫聲，流鼻涕則是小李太會出汗；流淚和眼睛發光則是大蛇丸在顏岩內打造了前線基地，廁所的排水流至淚腺而眼睛還被打造成監視窗。
- 看不見的人

內容 - 點餐時會莫名其妙多出一人份來。木葉丸某次和小李與寧次到新開的咖哩餐館用餐時，明明只有三個人，卻送上四人份餐點。
實情 - 小李的傑作。當日小李是叫兩人份餐點的原故。
- 靈異照片

內容 - 相片中出現了莫名其妙的光團。小櫻等人上會去海邊玩時所拍的相片中，於小李後方、也是小櫻與鳴人前方，出現了無法解釋的黃色光團。
實情 - 小李的傑作。當時小李在拍照瞬間放了濃屁，在散開前正好被照下來，小櫻與鳴人得知後便想起當時確實聞到很臭的味道。
- 三樓女廁在半夜三點三十三分時照第三個鏡子時會看到與自己完全不同的臉

內容 - 忍者學校三樓女廁中由內數的第三面鏡子，在半夜三點三十三分時會照出與自己完全不同的臉。綱手於某晚上廁所時見到。
實情 - 綱手的傑作。當時綱手因卸完妝而在意識模糊下被自己的素顏嚇到，此結果由小李在驗證時推理出來，結果正好被綱手聽到而被發怒揍扁，因此小李也確實在此時間照到與自己完全不同的臉。
- 走廊滴水聲

內容 - 忍者學校的走廊在半夜會莫名其妙發出滴水聲。小李等人在驗證三點三十三分時照第三個鏡子的傳聞時遇到。
實情 - 小李的傑作。因小李太會流汗的原故。
- 收拾不了的人形娃娃

內容 - 木葉特製的五十層女兒節人形娃娃，過了三月三日，不知什麼原因一直擺著，收拾不了。據說女兒節人形娃娃沒在三月三日過了前收起來，就會晚婚甚至嫁不出去，因此是不吉祥的象徵。
實情 - 大蛇丸的傑作。大蛇丸的木葉毀滅計畫之一，利用沒收拾人形娃娃的詛咒來讓木葉的女人都嫁不出去，讓木葉忍者村變成老人村。最後被小李攪局而失敗。

### 其他
- 查克拉

- 小李短劇

- 大蛇丸短劇

- 鳶短劇

- 大蛇丸病毒

## 出版書籍
| 卷數 | 日文標題 | 香港標題            | 台灣標題            | 集英社        | 集英社                 | 正文社         | 正文社                 | 青文出版社    | 青文出版社             |
| 卷數 | 日文標題 | 香港標題            | 台灣標題            | 發售日期      | ISBN                   | 發售日期       | ISBN                   | 發售日期      | ISBN / EAN             |
| ---- | -------- | ------------------- | ------------------- | ------------- | ---------------------- | -------------- | ---------------------- | ------------- | ---------------------- |
| 1    |          | 忍者李洛克          | 忍者李洛克          | 2012年2月3日  | ISBN 978-4-08-870442-5 | 2012年8月1日   | ISBN 978-988-8152-87-2 | 2013年8月5日  | ISBN 978-986-310-499-5 |
| 2    |          | 李洛克VS 真井賀意!! | 李洛克VS 阿凱!!     | 2012年7月27日 | ISBN 978-4-08-870494-4 | 2012年10月16日 | ISBN 978-988-8153-14-5 | 2013年11月1日 | ISBN 978-986-310-500-8 |
| 3    |          | 組織之名為曉!!      | 組織之名為曉!!      | 2012年12月4日 | ISBN 978-4-08-870565-1 | 2013年9月25日  | ISBN 978-988-8153-47-3 | 2014年2月14日 | ISBN 978-986-310-923-5 |
| 4    |          | 內輪佐助!!          | 宇智波佐助!!        | 2013年7月4日  | ISBN 978-4-08-870657-3 | 2013年9月26日  | ISBN 978-988-8154-25-8 | 2014年6月14日 | ISBN 978-986-356-052-4 |
| 5    |          | 李洛克VS 渦卷鳴門!! | 李洛克VS 漩渦鳴人!! | 2013年9月4日  | ISBN 978-4-08-870695-5 | 2013年11月28日 | ISBN 978-988-8154-41-8 | 2014年10月4日 | ISBN 471-801-601-035-2 |
| 6    |          | 木葉學園!!          | 木葉學園!!          | 2014年5月2日  | ISBN 978-4-08-880113-1 | 2014年10月13日 | ISBN 978-988-8296-26-2 | 2015年2月14日 | ISBN 471-801-601-162-5 |
| 7    |          | 出色的忍者…!!       | 偉大的忍者…!!       | 2014年8月4日  | ISBN 978-4-08-880170-4 | 2014年10月     | ISBN 978-988-8296-36-1 | 2015年9月17日 | ISBN 471-801-601-439-8 |

## 電視動畫

### 製作人員
- 原作：平健史、岸本齊史「李洛克的青春全力忍傳」（集英社「最強Jump」連載）
- 監製：白石誠（第1－26話）→土方真（第27－51話）（東京電視台）、朴谷直治（Studio Pierrot）
- 系列構成：下山健人
- 角色設計：田中千幸
- 美術監督：高木佐和子
- 色彩設計：阿部紀子
- 攝影監督：横尾和美、飯島亮（第4、5話）
- 音樂：安部純、武藤星兒
- 音響監督：蝦名恭範
- 音響效果：長谷川卓也（Sound Box）
- 音響製作：樂音舍
- 監督：村田雅彥（第1－26話）→拙者五郎（第27－51話）
- 助理監督：拙者五郎（第1－26話）
- 監修：村田雅彥（第27－51話）
- 動畫製作：Studio Pierrot
- 製作：東京電視台、集英社、Studio Pierrot

### 主題曲
片頭曲
「GIVE LEE GIVE LEE 」（第1－26話）
作詞：mildsalt，作曲：馬蒂·弗里德曼，編曲：Chris Impellitteri，主唱：Animetal USA×影山浩宣
（第27－51話）
作詞、作曲：，編曲、主唱：OKAMOTO'S
片尾曲
「TWINKLE TWINKLE」（第1－13話）
作詞：石渡淳治，作曲、編曲：Hans.W，主唱：Secret
「GO! GO! HERE WE GO! 」（第14－26話）
作詞、作曲、編曲：前山田健一，主唱：私立惠比壽中學
（第27－39話）
作詞：、Monch，作曲：、Monch、RYLL，編曲：RYLL，主唱：RAM WIRE
（第40－51話）
作詞、作曲：坂口喜咲，編曲：島田昌典，主唱：HAPPY BIRTHDAY

### 各話標題
| 話數   | 日文標題                       | 中文標題                           | 香港標題                         | 劇本     | 分鏡                       | 演出              | 作畫監督                     | 日本 播放日期 |
| ------ | ------------------------------ | ---------------------------------- | -------------------------------- | -------- | -------------------------- | ----------------- | ---------------------------- | ------------- |
| 第1話  |                                | 李洛克是不會用忍術的忍者           | 李洛克是不懂忍術的忍者           | 下山健人 | 村田雅彥                   | 村田雅彥          | 田中千幸                     | 2012年 4月3日 |
| 第1話  |                                | 李洛克的對手是鳴人                 | 李洛克的勁敵是鳴門               | 下山健人 | 村田雅彥                   | 村田雅彥          | 田中千幸                     | 2012年 4月3日 |
| 第2話  |                                | 戀愛也是青春的一部分               | 戀愛亦是青春的一部分             | 下山健人 | 黑川智之                   | 黑川智之          | 津曲大介                     | 4月10日       |
| 第2話  |                                | 愛情就是兩個人一起變傻             | 愛情就是兩人一起變傻             | 下山健人 | 黑川智之                   | 黑川智之          | 津曲大介                     | 4月10日       |
| 第3話  |                                | 和天才忍者寧次對決                 | 與天才忍者螺旋決一高下           | 下山健人 | 向井雅浩                   | 熨斗谷充孝        | 鈴木伸一                     | 4月17日       |
| 第3話  |                                | 天天也有不可退讓的戰鬥             | 天天有一場不能讓步的戰鬥         | 下山健人 | 向井雅浩                   | 熨斗谷充孝        | 鈴木伸一                     | 4月17日       |
| 第4話  |                                | 即使如此阿凱老師也沒有做           | 即使賀意老師沒做過也好…          | 宮田由佳 | 浪速勉                     | 堀内直樹          | 高橋直樹                     | 4月24日       |
| 第4話  |                                | 卡卡西老師是阿凱老師的對手         | 鹿驚老師是賀意老師的勁敵         | 宮田由佳 | 浪速勉                     | 堀内直樹          | 高橋直樹                     | 4月24日       |
| 第5話  |                                | 傳授木葉丸拳法                     | 教木之葉丸拳法                     | 横谷昌宏 | 細田雅弘                   | 細田雅弘          | 小山知洋                     | 5月1日        |
| 第5話  |                                | 健康檢查要用決鬥內褲來挑戰         | 挑戰驗身要穿決戰內褲             | 横谷昌宏 | 細田雅弘                   | 細田雅弘          | 小山知洋                     | 5月1日        |
| 第6話  |                                | 木葉忍者村的大運動會               | 木之葉大運動會                     | 下山健人 | 村田雅彥                   | 村田雅彥          | 富田惠美 福世真奈美          | 5月8日        |
| 第6話  |                                | 騎馬戰是青春的樂趣所在             | 騎馬戰是青春的樂趣               | 下山健人 | 村田雅彥                   | 村田雅彥          | 富田惠美 福世真奈美          | 5月8日        |
| 第7話  |                                | 大蛇丸是B型的天蠍座                | 大蛇丸是天蠍座B型血              | 下山健人 | 拙者五郎                   | 拙者五郎          | 甲田正行                     | 5月15日       |
| 第7話  |                                | 情書就是最大的陷阱                 | 情信是最大的陷阱                 | 下山健人 | 拙者五郎                   | 拙者五郎          | 甲田正行                     | 5月15日       |
| 第8話  |                                | 就算是火影該禿的時候也會禿         | 火影也難逃禿頭命運               | 横谷昌宏 | 西本由紀夫                 | 西本由紀夫        | 鈴木伸一                     | 5月22日       |
| 第8話  |                                | 大蛇丸是個非常難纏的男人           | 大蛇丸是個死纏爛打的人           | 横谷昌宏 | 西本由紀夫                 | 西本由紀夫        | 鈴木伸一                     | 5月22日       |
| 第9話  |                                | 雛田是寧次的堂妹                   | 雛田是螺旋的妹妹                 | 宮田由佳 | 浪速勉                     | 堀内直樹          | 高橋直樹                     | 5月29日       |
| 第9話  |                                | 雛田的弱點是鳴人                   | 雛田的弱點是鳴門                 | 宮田由佳 | 浪速勉                     | 堀内直樹          | 高橋直樹                     | 5月29日       |
| 第10話 |                                | 團隊合作是青春的見證               | 合作精神才是青春的印證           | 横谷昌宏 | 細田雅弘                   | 細田雅弘          | 小山知洋                     | 6月5日        |
| 第10話 |                                | 犯人就在這裡面                     | 犯人就在我們當中                 | 横谷昌宏 | 細田雅弘                   | 細田雅弘          | 小山知洋                     | 6月5日        |
| 第11話 |                                | 說到古都，就會想到見習旅行         | 提起古都一定聯想到學校旅行       | 下山健人 | 黑川智之                   | 高村雄太 黑川智之 | 山口杏奈 富田惠美 津曲大介   | 6月12日       |
| 第11話 |                                | 寫著女生房間其實是糖果箱           | 女孩子的房間就像糖果盒           | 下山健人 | 黑川智之                   | 高村雄太 黑川智之 | 山口杏奈 富田惠美 津曲大介   | 6月12日       |
| 第12話 |                                | 禁止使用忍術的體驗學習             | 禁用忍術體驗課程                 | 下山健人 | 熨斗谷充孝                 | 熨斗谷充孝        | 鈴木伸一                     | 6月19日       |
| 第12話 |                                | 想跟小櫻一起撐傘                   | 好想和阿櫻一起撐傘               | 下山健人 | 熨斗谷充孝                 | 熨斗谷充孝        | 鈴木伸一                     | 6月19日       |
| 第13話 |                                | 師徒對決，李洛克對瘋狂阿凱         | 師徒對決，李洛克對賀意           | 宮田由佳 | 福島宏之                   | 許平康 西片康人   | 田中千幸 下島誠              | 6月26日       |
| 第13話 |                                | 我要超越阿凱老師                   | 超越賀意老師                     | 宮田由佳 | 福島宏之                   | 許平康 西片康人   | 田中千幸 下島誠              | 6月26日       |
| 第14話 |                                | 為忍者奪回人氣                     | 重振忍者風氣！                   | 下山健人 | 萬久 春日森春木 大利根月朗 | 堀内直樹          | 高橋直樹                     | 7月3日        |
| 第14話 |                                | 死亡                               | 死神來了！                       | 下山健人 | 萬久 春日森春木 大利根月朗 | 堀内直樹          | 高橋直樹                     | 7月3日        |
| 第15話 |                                | 興奮不已的游泳池開幕               | 心跳加速的泳池開放日             | 横谷昌宏 | 細田雅弘 又野弘道          | 又野弘道          | 小山知洋                     | 7月10日       |
| 第15話 |                                | 心跳一百大蛇游泳池園               | 緊張刺激大蛇水上樂園             | 横谷昌宏 | 細田雅弘 又野弘道          | 又野弘道          | 小山知洋                     | 7月10日       |
| 第16話 |                                | 三人的料理秀                       | 烹飪三國大戰！                   | 下山健人 | 向井雅浩                   | 三家本泰美        | 鈴木伸一 阿部千秋            | 7月17日       |
| 第16話 |                                | 讓阿凱老師成為清粥小菜             | 將賀意老師變得清爽！             | 下山健人 | 向井雅浩                   | 三家本泰美        | 鈴木伸一 阿部千秋            | 7月17日       |
| 第17話 |                                | ROAD TO GUY                        |                                  | 宮田由佳 | 黑川智之 福島宏之          | 黑川智之          | 中村純子 津曲大介            | 7月24日       |
| 第17話 | 木葉村的妄想電影節實錄         |                                    |                                  | 宮田由佳 | 黑川智之 福島宏之          | 黑川智之          | 中村純子 津曲大介            | 7月24日       |
| 第18話 |                                | 興奮，忍者們的煙火大會             |                                  | 下山健人 | 浪速勉                     | 堀内直樹          | 高橋直樹                     | 7月31日       |
| 第18話 | 驚訝，天天的樣子好奇怪         |                                    |                                  | 下山健人 | 浪速勉                     | 堀内直樹          | 高橋直樹                     | 7月31日       |
| 第19話 |                                | 夏天就得穿貝殼泳裝                 | 夏天要以貝殼泳衣造型上陣         | 下山健人 | 村田雅彥                   | 村田雅彥          | 山口杏奈 福世真奈美          | 8月7日        |
| 第19話 |                                | 圍繞著西瓜的激鬥                   | 西瓜盃爭霸戰                     | 下山健人 | 村田雅彥                   | 村田雅彥          | 山口杏奈 福世真奈美          | 8月7日        |
| 第20話 |                                | 跟我愛羅好好相處                   | 與我愛羅做好朋友                 | 横谷昌宏 | 又野弘道                   | 又野弘道          | 小山知洋                     | 8月14日       |
| 第20話 |                                | 冒牌李洛克現身                     | 出現冒牌李洛克                   | 横谷昌宏 | 又野弘道                   | 又野弘道          | 小山知洋                     | 8月14日       |
| 第21話 |                                | 毛骨悚然的故事，難以入睡的夜晚     | 在夏天的晚上說鬼故事消暑         | 横谷昌宏 | 西本由紀夫                 | 三家本泰美        | 鈴木伸一                     | 8月21日       |
| 第21話 |                                | 火影大人的眼淚，不是用來裝飾的     | 火影的眼淚並不是裝飾品           | 横谷昌宏 | 西本由紀夫                 | 三家本泰美        | 鈴木伸一                     | 8月21日       |
| 第22話 |                                | 作業應該在期限前一天完成           | 限期前一天才做功課是基本守則     | 下山健人 | 黑川智之                   | 濁川敦            | 甲田正行                     | 8月28日       |
| 第22話 |                                | 三年李班是阿凱小組                 | 三年L班！賀意小隊！              | 下山健人 | 黑川智之                   | 濁川敦            | 甲田正行                     | 8月28日       |
| 第23話 |                                | 鳴人變小李，小李變鳴人             | 鳴門是阿李，阿李是鳴門           | 宮田由佳 | 浪速勉                     | 堀内直樹          | 高橋直樹                     | 9月4日        |
| 第23話 |                                | 和九尾散步簡直是在做夢             | 夢想是帶九尾去散步               | 宮田由佳 | 浪速勉                     | 堀内直樹          | 高橋直樹                     | 9月4日        |
| 第24話 |                                | 讓祭當製作人                         | 幫佐井改變形象                       | 今村美緒 | 拙者五郎                   | 拙者五郎          | 津曲大介 山口杏奈            | 9月11日       |
| 第24話 |                                | 贏得綱手大人的芳心                 | 奪取綱手大人的芳心               | 今村美緒 | 拙者五郎                   | 拙者五郎          | 津曲大介 山口杏奈            | 9月11日       |
| 第25話 |                                | 感動我愛羅的初戀約會               | 我愛羅的揪心初戀約會             | 横谷昌宏 | 又野弘道                   | 又野弘道          | 小山知洋                     | 9月18日       |
| 第25話 |                                | 大蛇丸送的禮物                     | 來自大蛇丸的禮物                 | 横谷昌宏 | 又野弘道                   | 又野弘道          | 小山知洋                     | 9月18日       |
| 第26話 |                                | 蒼藍火焰的逃球兒，遲鈍的小李       | 身披蒼藍火炎的鬥球小子李洛克     | 下山健人 | 中野一巳 西田健一          | 萩原露光          | 富田惠美 田中千幸            | 9月25日       |
| 第26話 |                                | 受夠了黑心企業的言聽計從           | 不要再當無良僱主的奴隸           | 下山健人 | 中野一巳 西田健一          | 萩原露光          | 富田惠美 田中千幸            | 9月25日       |
| 第27話 |                                | 轉不過來的壽司初體驗               | 初次體驗不會轉的壽司             | 下山健人 | 熨斗谷充孝                 | 熨斗谷充孝        | 鈴木伸一                     | 10月2日       |
| 第27話 |                                | 友情，努力，勝利是永遠的三原則     | 友情、努力、勝利，永恆的三大原則 | 下山健人 | 熨斗谷充孝                 | 熨斗谷充孝        | 鈴木伸一                     | 10月2日       |
| 第28話 |                                | 食欲之秋，我們要去採松茸           | 食慾之秋！上山採松茸！           | 下山健人 | 柳屋圭宏 吉岡忍            | 關谷真實子 吉岡忍 | 藤原潤 中野良一              | 10月9日       |
| 第28話 |                                | 小李與寧次，訣別之時               | 阿李與螺旋的訣別時刻             | 下山健人 | 柳屋圭宏 吉岡忍            | 關谷真實子 吉岡忍 | 藤原潤 中野良一              | 10月9日       |
| 第29話 |                                | 接待來賓我愛羅                     |                                  | 下山健人 | 濁川敦                     | 濁川敦            | 山口杏奈 福世真奈美          | 10月16日      |
| 第29話 | 秋天的減肥大作戰               |                                    |                                  | 下山健人 | 濁川敦                     | 濁川敦            | 山口杏奈 福世真奈美          | 10月16日      |
| 第30話 |                                | 秋季的忍術安全運動                 | 秋季忍術安全運動                 | 宮田由佳 | 浪速勉                     | 堀内直樹          | 高橋直樹                     | 10月23日      |
| 第30話 | 學長的藝術隨時都在爆炸         |                                    |                                  | 宮田由佳 | 浪速勉                     | 堀内直樹          | 高橋直樹                     | 10月23日      |
| 第31話 |                                | 溫泉就得泡混浴                     | 泡溫泉當然要混浴                 | 横谷昌宏 | 西田健一 齊藤哲人          | 小平麻紀          | 津曲大介 中村純子 甲田秀人   | 10月30日      |
| 第31話 | [ 註 3 ]                       | 10月27日是大蛇丸的生日             | 10月27日是大蛇丸生日！過去式…    | 横谷昌宏 | 西田健一 齊藤哲人          | 小平麻紀          | 津曲大介 中村純子 甲田秀人   | 10月30日      |
| 第32話 |                                | 小櫻照顧生病的我                   | 病了有阿櫻小姐照顧               | 竹内利光 | 又野弘道                   | 又野弘道          | 小山知洋                     | 11月6日       |
| 第32話 |                                | 請將神聖的一票投給李洛克           | 請投李洛克神聖一票               | 竹内利光 | 又野弘道                   | 又野弘道          | 小山知洋                     | 11月6日       |
| 第33話 |                                | 瘋狂阿凱，愛與頭髮的每一天         |                                  |          | 拙者五郎                   | 拙者五郎          | 甲田正行                     | 11月13日      |
| 第33話 |                                | 挑戰當旁白                         | 挑戰旁白工作                     |          | 拙者五郎                   | 拙者五郎          | 甲田正行                     | 11月13日      |
| 第34話 |                                | 拯救一樂的危機                     | 拯救一樂的危機                   | 下山健人 | 西本由紀夫                 | 三家本泰美        | 鈴木伸一                     | 11月20日      |
| 第34話 |                                | 休假日也要修練                     | 放假也照樣修練                   | 下山健人 | 西本由紀夫                 | 三家本泰美        | 鈴木伸一                     | 11月20日      |
| 第35話 |                                | 照顧動物真的很累                   | 照顧動物不容易                   | 宮田由佳 | 浪速勉 西田健一            | 福本潔            | 菊地功一 輿村忠美            | 11月27日      |
| 第35話 |                                | 向鳴人怒吼                         | 向鳴門咆哮                       | 宮田由佳 | 浪速勉 西田健一            | 福本潔            | 菊地功一 輿村忠美            | 11月27日      |
| 第36話 |                                | 天天對手鞠                         |                                  |          | 濁川敦 中野一巳            | 濁川敦            | 山口杏奈 富田惠美            | 12月4日       |
| 第36話 | 大蛇丸的結婚活動               |                                    |                                  |          | 濁川敦 中野一巳            | 濁川敦            | 山口杏奈 富田惠美            | 12月4日       |
| 第37話 |                                | 阿凱老師就是火影大人               |                                  | 竹内利光 | 浪速勉                     | 堀内直樹          | 高橋直樹                     | 12月11日      |
| 第37話 | IQ200真是麻煩                  |                                    |                                  | 竹内利光 | 浪速勉                     | 堀内直樹          | 高橋直樹                     | 12月11日      |
| 第38話 |                                | 潛入曉的根據地                     |                                  | 宮田由佳 | 新留俊哉 西田健一          | 萩原露光          | 津曲大介 田中千幸            | 12月18日      |
| 第38話 | 決死脫逃大作戰                 |                                    |                                  | 宮田由佳 | 新留俊哉 西田健一          | 萩原露光          | 津曲大介 田中千幸            | 12月18日      |
| 第39話 |                                | 聖誕節是戀愛的最終決戰             |                                  | 下山健人 | 又野弘道                   | 又野弘道          | 小山知洋                     | 12月25日      |
| 第39話 | 大掃除能洗淨一年中的後悔與恥辱 |                                    |                                  | 下山健人 | 又野弘道                   | 又野弘道          | 小山知洋                     | 12月25日      |
| 第40話 |                                | 過年就是要玩有面子的人生大富翁遊戲 |                                  | 下山健人 | 拙者五郎 許平康            | 拙者五郎 許平康   | 富田惠美 中村純子 田中千幸   | 2013年 1月8日 |
| 第40話 | 要看透鳴人                     |                                    |                                  | 下山健人 | 拙者五郎 許平康            | 拙者五郎 許平康   | 富田惠美 中村純子 田中千幸   | 2013年 1月8日 |
| 第41話 |                                | 沒完沒了的惡夢                     |                                  | 横谷昌宏 | 熨斗谷充孝                 | 熨斗谷充孝        | 鈴木伸一 小林由香里 安齊佳惠 | 1月15日       |
| 第41話 | [ 註 4 ]                       | 來自未來的機器人                   |                                  | 横谷昌宏 | 熨斗谷充孝                 | 熨斗谷充孝        | 鈴木伸一 小林由香里 安齊佳惠 | 1月15日       |
| 第42話 |                                | 愛蟲者志乃                         |                                  |          | 久保太郎 石山貴明          | 福本潔            | 輿村忠美                     | 1月22日       |
| 第42話 | 天天在少女的戰場上燃燒了起來   |                                    |                                  |          | 久保太郎 石山貴明          | 福本潔            | 輿村忠美                     | 1月22日       |
| 第43話 |                                | 想消除存在感的17歲之夜             |                                  | 下山健人 | 濁川敦 西田健一            | 濁川敦            | 甲田正行                     | 1月29日       |
| 第43話 | 打掃廁所也能淨化心靈           |                                    |                                  | 下山健人 | 濁川敦 西田健一            | 濁川敦            | 甲田正行                     | 1月29日       |
| 第44話 |                                | 灑下的豆子事後工作人員會吃光       |                                  | 竹内利光 | 浪速勉                     | 堀内直樹          | 高橋直樹                     | 2月5日        |
| 第44話 | 被盯上的雷影大人               |                                    |                                  | 竹内利光 | 浪速勉                     | 堀内直樹          | 高橋直樹                     | 2月5日        |
| 第45話 |                                | 熱到不行的堆雪人比賽               |                                  | 宮田由佳 | 福島宏之 水野和則          | 白川巨椋          | 山口杏奈 田中千幸            | 2月12日       |
| 第45話 | 情人節是男人的戰場             |                                    |                                  | 宮田由佳 | 福島宏之 水野和則          | 白川巨椋          | 山口杏奈 田中千幸            | 2月12日       |
| 第46話 |                                | 傳說中的三忍，自來也大人           |                                  | 下山健人 | 又野弘道                   | 又野弘道          | 小山知洋                     | 2月19日       |
| 第46話 | 來吧，往女湯裡衝啊             |                                    |                                  | 下山健人 | 又野弘道                   | 又野弘道          | 小山知洋                     | 2月19日       |
| 第47話 |                                | 小狗的朋友是小狗                   |                                  |          | 西田健一 小平麻紀          | 小平麻紀          | 富田惠美 津曲大介            | 2月26日       |
| 第47話 | 那個忍者終於出現了             |                                    |                                  |          | 西田健一 小平麻紀          | 小平麻紀          | 富田惠美 津曲大介            | 2月26日       |
| 第48話 | [ 註 5 ]                       | 大和隊長終於要登場出任務了         |                                  | 宮田由佳 | 西本由紀夫                 | 三家本泰美        | 鈴木伸一                     | 3月5日        |
| 第48話 | [ 註 6 ]                       | 木葉 of the Dead                   |                                  | 宮田由佳 | 西本由紀夫                 | 三家本泰美        | 鈴木伸一                     | 3月5日        |
| 第49話 |                                | 白色情人節消滅同盟                 |                                  | 竹内利光 | 浪速勉 石山貴明            | 福本潔            | 輿村忠美                     | 3月12日       |
| 第49話 | 把人偶娃娃收拾好               |                                    |                                  | 竹内利光 | 浪速勉 石山貴明            | 福本潔            | 輿村忠美                     | 3月12日       |
| 第50話 |                                | 要照顧阿凱老師                     | 照顧賀意老師                     | 今村美緒 | 濁川敦                     | 濁川敦            | 福世真奈美 田中千幸          | 3月19日       |
| 第50話 | [ 註 7 ]                       | 綱手大人的相親                     |                                  | 今村美緒 | 濁川敦                     | 濁川敦            | 福世真奈美 田中千幸          | 3月19日       |
| 第51話 |                                | 最後的戰役                         |                                  | 下山健人 | 拙者五郎                   | 拙者五郎          | 甲田正行                     | 3月26日       |
| 第51話 | [ 註 8 ]                       | 最後的任務是S級任務                |                                  | 下山健人 | 拙者五郎                   | 拙者五郎          | 甲田正行                     | 3月26日       |

### 播放電視台
| 播放地區       | 播放電視台   | 播放日期                                                 | 播放時間（UTC+9）                                   | 所屬電視網 | 備註   |
| -------------- | ------------ | -------------------------------------------------------- | --------------------------------------------------- | ---------- | ------ |
| 關東廣域圈     | 東京電視台   | 2012年4月3日－2012年9月25日 2012年10月2日－2013年3月26日 | 星期二 18時00分－18時30分 星期二 17時30分－18時00分 | 東京電視網 |        |
| 北海道         | TV北海道     | 2012年4月3日－2012年9月25日 2012年10月2日－2013年3月26日 | 星期二 18時00分－18時30分 星期二 17時30分－18時00分 | 東京電視網 |        |
| 愛知縣         | 愛知電視台   | 2012年4月3日－2012年9月25日 2012年10月2日－2013年3月26日 | 星期二 18時00分－18時30分 星期二 17時30分－18時00分 | 東京電視網 |        |
| 大阪市         | 大阪電視台   | 2012年4月3日－2012年9月25日 2012年10月2日－2013年3月26日 | 星期二 18時00分－18時30分 星期二 17時30分－18時00分 | 東京電視網 |        |
| 岡山縣・香川縣 | 瀨戶內電視台 | 2012年4月3日－2012年9月25日 2012年10月2日－2013年3月26日 | 星期二 18時00分－18時30分 星期二 17時30分－18時00分 | 東京電視網 |        |
| 福岡縣         | TVQ九州放送  | 2012年4月3日－2012年9月25日 2012年10月2日－2013年3月26日 | 星期二 18時00分－18時30分 星期二 17時30分－18時00分 | 東京電視網 |        |
| 日本全國       | AT-X         | 2012年4月11日－2012年9月26日 2012年10月3日－2013年4月3日 | 星期三 09時30分－10時00分 星期三 21時30分－22時00分 | 衛星電視   | 有重播 |

| 東森電影台 星期六、日 12:00－12:30 節目 11月30日至12月22日 11:30－12:30 | 東森電影台 星期六、日 12:00－12:30 節目 11月30日至12月22日 11:30－12:30 | 東森電影台 星期六、日 12:00－12:30 節目 11月30日至12月22日 11:30－12:30 |
| ----------------------------------------------------------------------- | ----------------------------------------------------------------------- | ----------------------------------------------------------------------- |
|                                                                         | 火影忍者Q版外傳 （2013年8月3日－12月28日）                              |                                                                         |
| 美食獵人                                                                | 網球王子特別篇 重播                                                     |                                                                         |

| 翡翠台 星期日 10:00－11:00 節目 6月19日起 10:30－11:00 6月26日、8月7日、8月14日、8月21日、8月28日、11月20日、12月25日及1月1日 停播 10月16日臨時節目調動停播 | 翡翠台 星期日 10:00－11:00 節目 6月19日起 10:30－11:00 6月26日、8月7日、8月14日、8月21日、8月28日、11月20日、12月25日及1月1日 停播 10月16日臨時節目調動停播 | 翡翠台 星期日 10:00－11:00 節目 6月19日起 10:30－11:00 6月26日、8月7日、8月14日、8月21日、8月28日、11月20日、12月25日及1月1日 停播 10月16日臨時節目調動停播 |
| --- | --- | --- |
| | 火影小洛克 （2016年3月6日－2017年1月8日） | |
| 妖怪手錶 第1－76集 | FAIRY TAIL魔導少年IV 第151－175集 | |

### 迷你版
迷你版於2012年3月，連續5星期在《火影忍者疾風傳》的下集預告後播出。
| 疾風傳話數 | 日文標題 | 中文標題                      | 劇本       | 分鏡     | 演出       | 作畫監督   | 播映日期      |
| ---------- | -------- | ----------------------------- | ---------- | -------- | ---------- | ---------- | ------------- |
| 第252話    |          | 月間企劃 李洛克爆笑外傳 第1集 | 彦久保雅博 | 伊達勇登 | 伊達勇登   | 福世真奈美 | 2012年3月2日  |
| 第253話    |          | 月間企劃 李洛克爆笑外傳 第2集 | 千葉克彦   | 菅井嘉浩 | 小野田雄亮 | 岩田幸子   | 2012年3月9日  |
| 第254話    |          | 月間企劃 李洛克爆笑外傳 第3集 | 武上純希   | 岸川寬良 | 岸川寬良   | 富田惠美   | 2012年3月16日 |
| 第255話    |          | 月間企劃 李洛克爆笑外傳 第4集 | 吉田伸     | 拙者五郎 | 高山秀樹   | 古矢好二   | 2012年3月23日 |
| 第256話    |          | 月間企劃 李洛克爆笑外傳 第5集 | 鈴木康之   | 石井久志 | 石井久志   | 石崎裕子   | 2012年3月30日 |

## 遊戲
- 『NARUTO -ナルト- SD パワフル疾風伝』

NAMCO BANDAI Games Inc.開發的任天堂3DS用遊戲

## 外部連結
- テレビ東京・あにてれ NARUTO -ナルト- SD ロック・リーの青春フルパワー忍伝 （页面存档备份，存于）
- NARUTO -ナルト- SD パワフル疾風伝 | バンダイナムコゲームス公式サイト （页面存档备份，存于）